# Кафявокоремна филомедуза
Кафявокоремните филомедузи (Phyllomedusa tarsius) са вид земноводни от семейство Дървесници (Hylidae).
Срещат се в северозападните части на Южна Америка.
Таксонът е описан за пръв път от американския палеонтолог Едуард Дринкър Коуп през 1868 година.